# Gare de Barchetta
Gare de Barchetta vasútállomás Franciaországban, Volpajola településen.

## Vasútvonalak
Az állomást az alábbi vasútvonalak érintik:
- Bastia-Ajaccio-vasútvonal

## Kapcsolódó állomások
A vasútállomáshoz az alábbi állomások vannak a legközelebb:
- Gare de Casamozza
- Gare de Ponte-Novu